# Julie Louise Bibault de Misery
Julie Louise Bibault de Misery, dite madame de Misery, née le 6 octobre 1732 à Paris et morte le 19 juin 1804 à Biaches (Somme), a été première femme de chambre de la reine de 1765 à 1788. Elle a donc servi Marie Leczinska et Marie-Antoinette.

## Origine

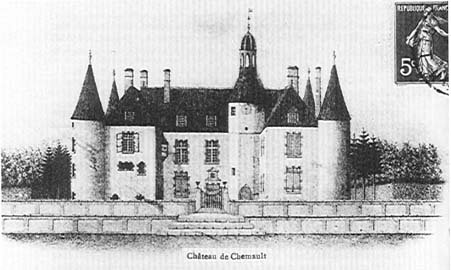
Château de Chemault (avant sa démolition sous Napoléon III).

Julie Louise est née Betauld de Chemault, fille de Jacques et de Marguerite de Beaucousin. Les Betauld sont une famille de noblesse de robe et descendent de Louis Betauld (+ 1684), président à la Chambre des comptes de Paris, seigneur de Chemault (sur Boiscommun), Montbarrois et Arconville en Gâtinais, ainsi que d'Étiolles.
Dans le cercle familial, on trouve de puissantes familles de robe, Poncet de La Rivière, Talon du Boulay, et surtout Molé. On y trouve aussi des représentants de la haute noblesse, car Hugues Betauld, fils de Louis et grand-père de Julie Louise, avait épousé Antoinette de Béon-Luxembourg. Or les Béon se disent apparentés aux rois de Béarn et les Luxembourg le sont à toutes les familles régnantes d'Europe. Ceci explique pourquoi le prince de Tingry, capitaine des gardes du corps du roi, ne manquait pas de saluer Julie Louise d'un ostensible bonjour ma cousine. Il était en effet un Montmorency-Luxembourg. Julie Louise est aussi parente des ministres Loménie, qui ont hérité de leurs ancêtres Béon-Luxembourg le comté de Brienne.

## Au service de la reine

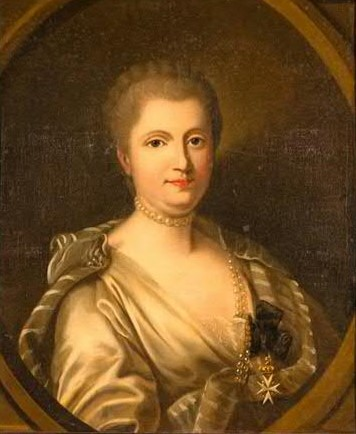
La comtesse de Noailles.

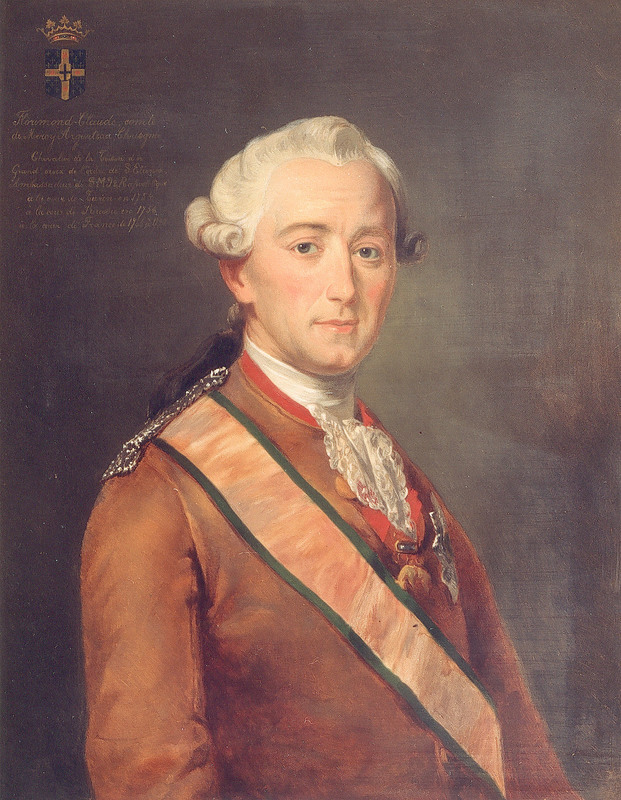
Le comte de Mercy-Argenteau.

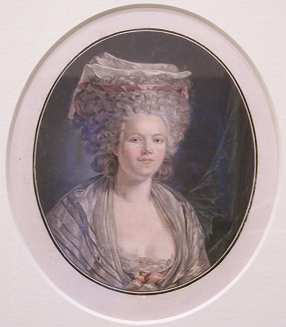
Rose Bertin.

Julie Louise a fait la connaissance de son futur mari, Charles François Bibault, à Noyon, où les Bibault et la famille maternelle de Julie Louise résidaient. Charles François appartient à une famille de serviteurs des rois de France. Lui-même est portemanteau ordinaire du roi. Ils se marient en 1750 et auront trois enfants, Charles Louis en 1754, Julie en 1758 et Marie Charles en 1766. C'est ce petit dernier qui fera scandale à la cour. D'abord femme de chambre de la reine, Julie Louise devient première femme de chambre en 1765, en survivance de sa tante Marie Marguerite Bibault. Elle en hérite un appartement étonnamment grand dans le galetas du pavillon du roi : huit pièces, dont cinq avec cheminées. En tant que première, elle dispose en outre de pièces de service dans l'appartement de la reine et au Petit Trianon. Son logement de fonction au château est un entresol situé au-dessus de l'appartement des bains de la reine, assez vaste mais si bas de plafond qu'on ne peut s'y tenir debout.
En 1768, Charles François Bibault, qui détient deux fiefs dans la Somme, Biaches et Misery, est fait baron de Biaches par Louis XV, une demande qu'il avait formulée pour le mettre au rang de sa femme.
En 1770, Julie Louise devient première de la dauphine. La jeune et espiègle Marie-Antoinette est enchantée de découvrir que madame de Misery a un fils de cinq ans et lui permet de jouer librement dans son appartement. C'est pour elle un dérivatif à une étiquette qui lui pèse. Mais il met l'appartement en désordre et perturbe les activités de la dauphine aux dires de Mercy-Argenteau, et la cour, madame de Noailles en tête, s'indigne. Cela n'empêchera pas Julie Louise d'être par la suite très proche de la comtesse de Noailles, dont elle partage la sévérité. Léonard les dit toutes deux « sectatrices de l'étiquette ».
Madame Campan présente dans ses mémoires madame de Misery comme une vieille bigote sous l'influence des Jésuites et amie du duc de La Vauguyon. Or le duc, gouverneur des Enfants de France et membre du parti des dévots, est très opposé à l'alliance avec l'Autriche. Il va donc lutter contre Choiseul et la dauphine le verra comme un ennemi, comme en témoigne sa vive réponse quand madame de Misery, éplorée, vient lui annoncer la mort du duc. En conséquence, Mercy manifeste auprès de Marie-Thérèse sa méfiance à l'égard de Julie Louise, « laquelle, sans talents ni esprit, ne laisse pas d'avoir du penchant à l'intrigue, beaucoup d'envie d'afficher du crédit et assez de hardiesse pour en imposer à cet égard ». Il ajoute : « J'appris en dernier lieu qu'elle avait induit Madame l'archiduchesse à accorder dans la chambre de cette Misery des audiences à certaines femmes qui sollicitaient des grâces et je sus nommément qu'une marquise de La Fare avait obtenu pareille audience. L'abus d'une telle méthode, et tout ce qui pourrait en résulter de dangereux, me portèrent à en exposer avec force les conséquences à Madame la dauphine ». Il obtient gain de cause et Marie-Antoinette réprimande sa première en lui faisant défense de recommencer. Néanmoins, Julie Louise persiste et, en avril 1773, réclame un canonicat pour un curé de village. Sans attendre les conseils de Mercy, Marie-Antoinette « réprimande très sévèrement cette femme de chambre et lui fit cette leçon devant tout l'intérieur de son service ». Le 5 mai, Marie-Thérèse approuve la fermeté de sa fille, dont c'était encore le « faible de céder aux sollicitations des importuns ». Par la suite, la situation semble s'être améliorée, puisque Mercy n'en parle plus.
Les témoignages des personnes qui l'ont côtoyée complètent le portrait de madame de Misery. Le plus amusant est le surnom que Marie-Antoinette donnait à sa première : l'impératrice reine ! On sait qu'elle appelait madame de Noailles madame l'étiquette, cet autre surnom n'est guère plus flatteur, il traduit l'agacement de la reine devant la sévérité de sa première, qu'elle trouve « gourmée et inflexible », et sans aucun goût pour les affaires de mode, à la différence de sa survivancière, madame Campan, plus jeune et désireuse de plaire. Bien entendu, Mercy s'est gardé de rapporter à Marie-Thérèse ce trait d'humour de sa fille. De son côté, le bibliothécaire de la reine, Moreau, défend madame de Misery, qui lui « témoigna toujours beaucoup d'intérêt et était foncièrement jalouse des airs que prenait madame Campan ».
Quant à l'organisation de la maisonnée, Rose Bertin précise que madame Campan est devenue survivancière en 1775 (après avoir été lectrice, puis femme de chambre), et qu'après une période de mise au courant par madame de Misery, cette dernière n'a plus servi que par quartier, choisissant les trois premiers mois de l'année. Comme la charge de première était dédoublée, l'autre titulaire étant madame Thibaut, avec pour survivancière madame de Jarjayes, on suppose que les quatre femmes se partageaient l'année par trimestre.
Les rapports entre madame de Misery et Marie-Antoinette ont dû s'améliorer après les incidents des débuts, comme en témoigne un épisode significatif : devenu roi, Louis XVI a manifesté l'intention de disposer de l'appartement de Julie Louise dans les combles du pavillon du roi. Or Marie-Antoinette s'est interposée et a obtenu le maintien dans les lieux de madame de Misery. Cette dernière venait en effet de perdre son gendre, un certain baron de Mauvilly, qui était mort de maladie dans cet appartement quelques mois après son mariage, une situation qui avait ému la reine. Marie-Antoinette devait bien connaître le jeune ménage, puisque, par tradition, les enfants de la première se fiançaient dans la chambre de la reine, en présence de la famille royale. Julie Louise sera encore dans cet appartement en 1787.
Les années 1780 sont marquées, entre autres, par l'affaire du collier de la reine. Dans son mémoire judiciaire, madame de La Motte indique que Julie Louise a servi d'intermédiaire dans les tractations, portant des messages ou ménageant des entrevues. Alexandre Dumas s'en est emparé pour faire de madame de Misery une des protagonistes de son roman Le Collier de la reine. Elle y est citée pas moins de 22 fois. Rose Bertin, plus au courant des usages de Versailles, rappelle que Julie Louise quittait toujours son service à Pâques et que donc elle n'a pas pu servir d'intermédiaire hors de cette période de l'année. Elle s'étonne en outre que madame de La Motte ait choisi de prendre madame de Misery, « femme de mœurs les plus sévères, pour en faire la confidente de cette intrigue ». C'est à la même madame de La Motte que l'on doit l'affirmation quelque peu ridicule selon laquelle madame de Misery aurait fait partie des favorites de la reine, à côté de mesdames de Langeac, de Polignac ou de Lamballe, ce qui prouve sa méconnaissance de leurs situations respectives.

## Une charge lucrative
Dans ses mémoires, madame Campan indique que la charge rapportait 12 000 livres, plus 50 000 de droits sur les chandelles. Il s'était établi un trafic très lucratif autour des chandelles du palais : chacun avait son secteur et bénéficiait des chandelles récupérées au matin, qu'elles aient brûlé ou non. Le secteur dévolu aux premières comprenait la chambre de la reine, ses cabinets et son salon de jeux. William Newton précise toutefois que les premières reversaient une partie de ces gains aux femmes de chambre et aux garçons de la Chambre, pour compléter leurs revenus. Mais en sens inverse, il indique que les premières empochaient deux tiers des profits sur la distribution des cartes à jouer aux courtisans.
À la fin du règne, la nécessité de faire des économies s'est imposée et la gabegie autour des consommations de chandelles a été une des cibles des réformateurs. C'est le secrétaire d'État à la Maison du Roi Laurent de Villedeuil qui mène la charge en 1788. Son idée, simple, est de supprimer tout intéressement aux chandelles, cause de dérives importantes : rien qu'au cours des quatre dernières années, les revenus des premières sont passés de 50 000 à 70-80 000 ! Il veut que leurs revenus soient réduits à un fixe. Mesdames Campan et de Misery poussent des hauts cris et réclament une substantielle augmentation de leur salaire. Elles obtiendront finalement 26 000 livres chacune et ne seront plus astreintes à verser des compléments de revenus aux autres employés. Le résultat ne s'est pas fait attendre : le budget des chandelles est passé de 202 000 livres à 97 000 sous l'administration Villedeuil.

## Châtelaine en Picardie

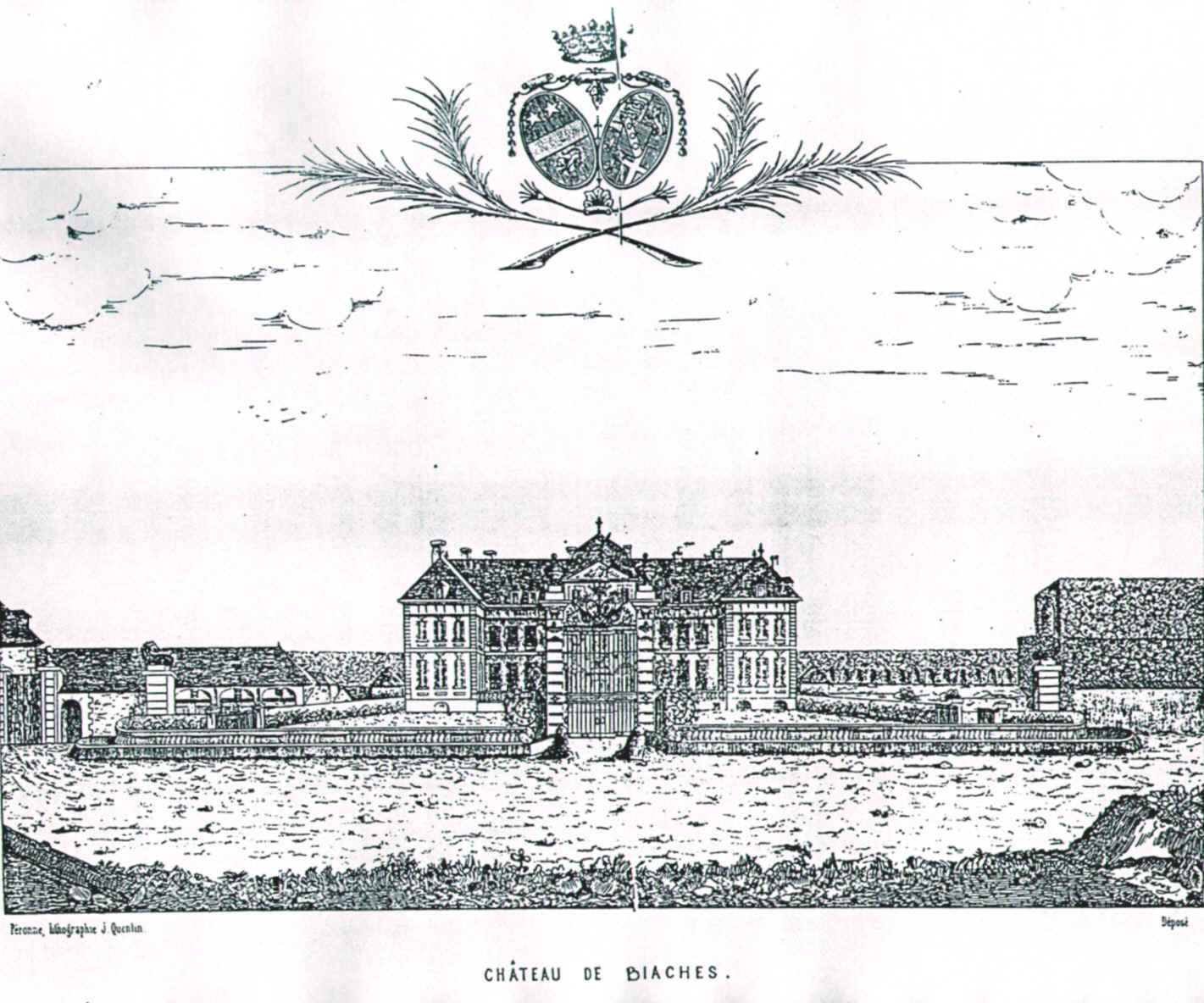
Le château de Biaches en 1789.

En 1775, le ménage Bibault a commandé à Jean-Baptiste Bonnelet, architecte-inspecteur des Bâtiments du roi, la construction d'un château à Biaches. Ils avaient déjà une résidence à proximité, la chaumière de Misery, mais ne s'en contentaient plus. La construction a duré près de quinze ans, rendue difficile par l'état marécageux du terrain. Elle a coûté 1 600 000 livres selon l'historien Paul Decagny.
Ils étaient installés à la veille de la Révolution mais n'en ont guère profité, car la perte de leurs pensions et les frais d'entretien les ont contraints à vendre à vil prix le château et les terres. L'acquéreur s'est empressé de mettre à bas le château pour en récupérer les matériaux. Les Bibault sont restés sur place dans une maison annexe, où ils sont décédés en 1804.

## Descendance
On sait peu de chose du petit dernier, Marie Charles, en dehors de ses jeux dans l'appartement de la dauphine. L'aîné, Charles-Louis, futur chevalier de Saint-Louis, se mariera deux fois, d'abord avec Marie Rosalie Foacier (morte en 1829), puis avec Angélique Alexis. Sa sœur Julie-Françoise, née en 1758, épouse donc au Château en 1774 Simon Joseph Febvre de Mauvilly, capitaine, qui meurt peu après. Elle se remarie en 1783, toujours à Versailles, avec le marquis Charles de Redon, né en 1745. Ce sont donc en principe deux fiançailles qui ont lieu dans la chambre de la reine. Ils auront un fils célèbre en tant qu'auteur prolifique de vaudevilles et autres pièces de théâtre, Maxime de Redon (en), né en 1784.

## Sources
- Correspondance secrète entre Marie-Thérèse et le comte de Mercy-Argenteau, tome I, 1874 (une exceptionnelle chronique du règne)
- Madame Campan, Mémoires sur la vie privée de Marie-Antoinette, tome I, 1823
- Souvenirs de Léonard, coiffeur de la reine Marie-Antoinette, tome I, 1838 (ouvrage sans doute écrit par un tiers)
- Rose Bertin, Mémoires sur la reine Marie-Antoinette, 1824
- Paul Decagny, L'Arrondissement de Péronne, 1844
- Émile Langlade, La Marchande de mode de Marie-Antoinette, Rose Bertin, 1911
- Jacob-Nicolas Moreau, Mes Souvenirs, tome I, 1898
- Mémoires de la comtesse de La Motte-Valois, présentés par Jean Hervez, 1911
- William R. Newton, L'Espace du roi, Fayard, 2000 (ouvrage de documentation fondamental)
- William R. Newton, La Petite Cour, Fayard, 2006 (ouvrage de documentation fondamental)